# Іринівка
Іри́нівка (раніше Ірененфельд, Иренівка, Цвайгардта Я. М., Новопавловка) — село в Україні, у Цебриківській селищній громаді Роздільнянського району Одеської області. Населення становить 37 осіб.
До 17 липня 2020 року було підпорядковане Великомихайлівському району, який був ліквідований.

## Населення
Згідно з переписом 1989 року населення села становило 97 осіб, з яких 48 чоловіків та 49 жінок.
За переписом населення 2001 року в селі мешкало 56 осіб.
На 1 січня 2020 року — 37 осіб: 14 чоловіків і 23 жінки.

### Мова
Розподіл населення за рідною мовою за даними перепису 2001 року:
| Мова       | Відсоток |
| ---------- | -------- |
| українська | 96,43 %  |
| молдовська | 3,57 %   |